# 伊藤将司
伊藤 将司（いとう まさし、1996年5月8日 - ）は、千葉県山武郡横芝町（現：横芝光町）出身のプロ野球選手（投手）。左投左打。阪神タイガース所属。

## 経歴

### プロ入り前
横芝光町立横芝小学校入学と同時に「横芝フェニックス」に入団し野球を始め、2年時から本格的に投手を務める。横芝光町立横芝中学校時代は同校の軟式野球部に所属、3年春には選抜チームの「オール山武」で県大会優勝、千葉県選抜にも選出された。軟式野球部の2学年下に早川隆久がいる。
横浜高等学校に進学。1年秋からベンチ入りし、2年春からエース。2年夏に出場した第95回全国高等学校野球選手権大会では、丸亀との初戦（2回戦）に先発し、14奪三振で1失点完投勝利。3回戦では髙橋光成擁する前橋育英を相手に先発したが、6回5失点で敗れた。3年春もエースとして第86回選抜高等学校野球大会に出場。八戸学院光星との1回戦に先発したが、3度の登板で合計7失点し初戦敗退した。同年夏は神奈川県大会準決勝で東海大相模に敗れ、3季連続の甲子園出場を逃した。同学年に淺間大基、髙濱祐仁、渡邊佳明、2学年下に藤平尚真、石川達也、2学年上に柳裕也がいる。
国際武道大学に進学後、1年春から救援投手としてベンチ入り。肩肘への負担を考慮され、1年の間は1試合1イニングに限定して起用された。2年からは先発に定着し、以降エースとして活躍。2年春には3完封を含む6勝を挙げ、夏の第40回日米大学野球選手権に出場する日本代表に選出された。3年春にはリーグMVP、最多勝など4冠を獲得し、大学選手権準優勝にも貢献、夏の第29回ユニバーシアードに出場する日本代表に2年連続で選出された。しかし、4年春に左肘を故障した影響もあり、その年のドラフト会議では指名漏れとなった。リーグ戦通算50試合登板で、24勝5敗、防御率1.92、92奪三振。大学では3学年先輩に鈴木康平、1学年後輩に勝俣翔貴と豊田寛がおり、豊田とはプロで再びチームメイトとなった。
大学卒業後はJR東日本に入社。1年目から主に先発として公式戦に出場し、第90回都市対抗野球大会に出場。NTT西日本との3回戦に救援で大会初登板し、3回を無失点に抑えたが、チームは敗れた。2年目になると、本格的に取り組んでいたウエイトトレーニングにより球速が最速146km/hを記録するなど飛躍。2020年10月5日の第91回都市対抗野球大会の東京都第一代表決定戦に先発し、NTT東日本を相手に9回途中まで無安打に抑える好投を見せ、1安打完封勝利で本戦出場を決めた。同社勤務時には施設部工事課に所属した。
2020年のドラフト会議にて阪神タイガースから2巡目指名を受けた。契約金7000万円、年俸1300万円で仮契約（金額は推定）。背番号は27。
ドラフト指名後に出場した都市対抗本戦では、同じく阪神から6巡目指名を受けた中野拓夢擁する三菱自動車岡崎との1回戦に先発し、9回2失点と完投してチームのサヨナラ勝利に貢献。Honda熊本との2回戦では、3点ビハインドの7回一死から4番手として救援し1回 2/3を無失点に抑えるも、チームはそのまま敗退した。

### 阪神時代
2021年、ルーキーながら開幕ローテーション入りを果たした。3月31日の広島東洋カープ戦（Mazda Zoom-Zoom スタジアム広島）でプロ初先発し、5回2失点という内容で初登板初勝利とはならなかったが、4月7日の読売ジャイアンツ戦（阪神甲子園球場）での登板で7回1失点でプロ初勝利を挙げた。4月24日の横浜DeNAベイスターズ戦（甲子園）では、9回1失点でプロ初完投勝利を挙げた。10月24日の広島戦（マツダ）で5回2/3を1失点に抑えて勝ち星を挙げたことで、球団の新人では2013年の藤浪晋太郎以来9人目、球団の新人左腕としては1967年の江夏豊以来3人目のシーズン10勝目に到達した。また、10月は5試合で3勝負けなし1ホールド・防御率0.98と好成績を残し、10月・11月度のセ・リーグ月間MVP投手部門を受賞した。シーズン通じて10勝7敗、規定投球回には僅か2回2/3回足らずも防御率2.44を記録し、特に横浜相手に相性がよかったとされる。新人王は受賞できなかったものの、佐藤輝明、中野拓夢、牧秀悟、奥川恭伸と共に新人特別賞を受賞した。オフに3100万円増の推定年俸4400万円で契約更改した。
2022年は4月6日の対DeNA戦（甲子園）で5回二死一・二塁の打席で石田健大からプロ初打点となる適時打を放った。投げては9回二死までを無失点に抑えながら牧秀悟に適時打を許し、プロ初完封を逃した。最終的に9回1失点で1-1の同点の場面で降板し、後にチームは延長12回、1-6で敗れた。5月22日の巨人戦（甲子園）でプロ初となる完封勝利を飾ると、7月14日の対巨人戦（甲子園）でも完封勝利を挙げ、阪神の左投手で1969年の江夏豊以来53年ぶりとなる対巨人戦で2試合連続完封勝利を記録した。最終的には2年連続で規定投球回に及ばなかったものの、先発ローテーション唯一の左腕として20試合に登板して9勝5敗、防御率2.63の成績を残す。また両リーグ最多となる6完投を記録、この年の阪神のAクラス入りに貢献した。12月1日に3600万円増となる推定年俸8000万円で契約を更改した。
2023年、春季キャンプを順調に仕上げ、開幕第2戦の登板が決まっていたが3月10日に左肩痛が発症し、3月22日に先発登板を回避することが発表された。結局開幕からは1か月近く出遅れることとなったが、一軍でのシーズン初登板となった4月27日の巨人戦（甲子園）で、いきなり9回無四球完封勝利を飾った。その後前半戦は12試合に先発し、うち11試合でクオリティ・スタートを達成、防御率も2.51と好投を続けたが、打線の援護に恵まれない試合や後続投手が逆転を許す試合が相次ぐなどなかなか勝ち星に恵まれず、3勝4敗で折り返した。しかし後半戦に入ると、オールスターゲーム明け2戦目の7月23日ヤクルト戦（明治神宮球場）から、シーズン2度目の完封勝利を達成した8月20日の横浜戦（横浜スタジアム）まで自身5連勝を記録するなど、前半とは対照的に快調なペースで勝ち星を重ねた。9月3日のヤクルト戦（神宮）では、8回までわずか78球で無失点に抑える快投を披露。9回一死から代打の赤羽由紘にソロ本塁打を打たれてマダックス達成は惜しくも逃すも、9回90球1失点で自身通算10度目となる完投勝利で9勝目を挙げた。1週間後の9月10日広島戦（甲子園）で2年ぶりの2桁勝利を達成すると、シーズン最終登板となった9月20日の巨人戦（甲子園）では、自身でも目標と語っていた規定投球回をプロ3年目で初めてクリアした。最終的には開幕こそ出遅れたものの、初登板以降は終始安定した投球で先発ローテーションを守り、21登板、10勝5敗、防御率2.39、3完投、2完封の好成績でチーム18年ぶりのリーグ優勝に大きく貢献した。ポストシーズンでは広島とのCSクライマックスシリーズ・ファイナルステージ（甲子園）で第2戦に先発登板し、7回1失点の成績であった。オリックス・バファローズとの日本シリーズでは2試合に登板。第3戦（甲子園）では5回4失点で敗戦投手、第7戦（京セラドーム大阪）では6回裏から3番手で救援登板し、3回無失点で勝利投手となり、チームで38年ぶりの日本一を達成した。オフの12月10日に8000万円増となる推定年俸1億6000万円で契約を更改した。
2024年は、オープン戦で4試合に登板して0勝3敗、防御率5.00で、3月23日の巨人とのオープン戦では初回に一挙7失点するなど調子が上がらない中で開幕を迎えたが、シーズン初登板となる4月3日のDeNA戦では7回4安打2失点で勝利を挙げた。65試合目での通算30勝は阪神の平成にドラフト入団した選手としては最速の記録である。その後は先発ローテーションを回っていたものの、5月11日のDeNA戦では5回途中8安打7失点という内容で、チームは最大7点差あったリードを守り切れずに敗れる展開となり、翌日の5月12日に登録を抹消された。6月7日に再昇格し、同日の西武戦に先発すると、打球を左膝に受けるアクシデントがありながらも7回1失点の好投で勝利を挙げた。その後は8回2失点と試合を作りながらも敗戦投手となる試合もあり3連敗したが、7月6日のDeNA戦では7回1失点で4勝目を挙げた。しかし7月13日の中日戦では3回6安打5失点という内容で、翌日の7月14日に再び登録を抹消された。8月9日に再昇格すると以降はリリーフとして起用が続いたが、8月27日のDeNA戦ではジェレミー・ビーズリーの代替選手として緊急先発した。しかし3回5安打4失点という内容で、翌日8月28日に3度目の登録抹消となった。以降は一軍昇格を果たせず、最終的な成績は18試合の登板で4勝5敗、防御率4.62に終わった。12月5日に2000万円減の推定年俸1億4000万円で契約を更改した。

## 選手としての特徴・人物
| 球種           | 配分 % | 平均球速 km/h |
| -------------- | ------ | ------------- |
| ストレート     | 41.8   | 142.3         |
| カットボール   | 22.5   | 134.3         |
| ツーシーム     | 17.6   | 135.9         |
| チェンジアップ | 12.0   | 125.5         |
| カーブ         | 6.0    | 114.7         |
| スライダー     | 0.1    | 116.5         |

球の出どころが見えづらい投球フォームから、最速147km/hのストレートを軸にツーシーム、スライダー、カーブ、チェンジアップ、フォークなどの多彩な変化球を投げる。低めへの制球力に優れ、ゲームメイク能力に長ける。
『相手に隙を与える感じもしますし、嫌な顔をするとチームが見ている。投手が動揺すると流れも悪くなる』と本人が語る通り、試合中のポーカーフェイスも特徴の一つである。
プロゴルファーを目指していた父親の影響で、幼少期からゴルフにも触れていた（ベストスコアは80）。名前の由来は「ジャンボ尾崎」こと尾崎将司から。弟もタイガー・ウッズから取って「大雅（たいが）」と名付けられている。
選手としては能見篤史を尊敬している。
愛称は「イトマサ」。祖母からは「マシ」と呼ばれている。

## 詳細情報

### 年度別投手成績
| 年 度     | 球 団     | 登 板 | 先 発 | 完 投 | 完 封 | 無 四 球 | 勝 利 | 敗 戦 | セ 丨 ブ | ホ 丨 ル ド | 勝 率 | 打 者 | 投 球 回 | 被 安 打 | 被 本 塁 打 | 与 四 球 | 敬 遠 | 与 死 球 | 奪 三 振 | 暴 投 | ボ 丨 ク | 失 点 | 自 責 点 | 防 御 率 | W H I P |
| --------- | --------- | ----- | ----- | ----- | ----- | -------- | ----- | ----- | -------- | ----------- | ----- | ----- | -------- | -------- | ----------- | -------- | ----- | -------- | -------- | ----- | -------- | ----- | -------- | -------- | ------- |
| 2021      | 阪神      | 23    | 22    | 1     | 0     | 0        | 10    | 7     | 0        | 1           | .588  | 557   | 140.1    | 119      | 15          | 34       | 3     | 3        | 79       | 1     | 0        | 42    | 38       | 2.44     | 1.09    |
| 2022      | 阪神      | 20    | 20    | 6     | 2     | 2        | 9     | 5     | 0        | 0           | .643  | 539   | 136.2    | 119      | 10          | 22       | 3     | 2        | 92       | 1     | 0        | 45    | 40       | 2.63     | 1.03    |
| 2023      | 阪神      | 21    | 21    | 3     | 2     | 2        | 10    | 5     | 0        | 0           | .667  | 572   | 146.2    | 120      | 8           | 21       | 2     | 4        | 91       | 3     | 0        | 40    | 39       | 2.39     | 0.96    |
| 2024      | 阪神      | 18    | 13    | 1     | 0     | 1        | 4     | 5     | 0        | 0           | .444  | 323   | 74.0     | 90       | 5           | 16       | 0     | 2        | 33       | 1     | 0        | 46    | 38       | 4.62     | 1.43    |
| 通算：4年 | 通算：4年 | 82    | 79    | 11    | 4     | 5        | 33    | 22    | 0        | 1           | .600  | 1991  | 497.2    | 448      | 38          | 93       | 8     | 11       | 295      | 6     | 0        | 173   | 155      | 2.80     | 1.09    |

- 2024年度シーズン終了時
- 各年度の太字はリーグ最高

### 年度別守備成績
| 年 度 | 球 団 | 投手  | 投手  | 投手  | 投手  | 投手  | 投手     |
| 年 度 | 球 団 | 試 合 | 刺 殺 | 補 殺 | 失 策 | 併 殺 | 守 備 率 |
| ----- | ----- | ----- | ----- | ----- | ----- | ----- | -------- |
| 2021  | 阪神  | 23    | 10    | 25    | 1     | 0     | .972     |
| 2022  | 阪神  | 20    | 7     | 28    | 1     | 0     | .972     |
| 2023  | 阪神  | 21    | 8     | 23    | 0     | 2     | 1.000    |
| 2024  | 阪神  | 18    | 4     | 14    | 0     | 0     | 1.000    |
| 通算  | 通算  | 82    | 29    | 90    | 2     | 2     | .983     |

- 2024年度シーズン終了時
- 各年度の太字はリーグ最高

### 表彰
- セ・リーグ 連盟特別表彰：1回（新人特別賞：2021年）
- 月間MVP：1回（投手部門：2021年10・11月）
- 月間最優秀バッテリー賞：1回（2022年6・7月 捕手：梅野隆太郎）

### 記録
初記録
投手記録
- 初登板・初先発：2021年3月31日、対広島東洋カープ2回戦（MAZDA Zoom-Zoom スタジアム広島）、5回2失点で勝敗つかず
- 初奪三振：同上、1回表に菊池涼介から空振り三振
- 初勝利・初先発勝利：2021年4月7日、対読売ジャイアンツ2回戦（阪神甲子園球場）、7回1失点
- 初完投・初完投勝利：2021年4月24日、対横浜DeNAベイスターズ5回戦（阪神甲子園球場）、9回1失点
- 初ホールド：2021年10月13日、対読売ジャイアンツ24回戦（東京ドーム）、4回裏に3番手で救援登板、3回無失点
- 初完封勝利：2022年5月22日、対読売ジャイアンツ12回戦（阪神甲子園球場）、9回8安打無四球無失点2奪三振

打撃記録
- 初打席：2021年3月31日、対広島東洋カープ2回戦（MAZDA Zoom-Zoom スタジアム広島）、3回表に床田寛樹から左飛
- 初安打：2021年4月24日、対横浜DeNAベイスターズ5回戦（阪神甲子園球場）、1回裏に上茶谷大河から中前安打
- 初打点：2022年4月6日、対横浜DeNAベイスターズ2回戦（阪神甲子園球場）、5回裏に石田健大から左前適時打[29]

その他の記録
- オールスターゲーム出場：1回（2022年）

### 背番号
- 27（2021年 - ）

### 登場曲
- 「My Resort」¥ellow bucks（2021年）
- 「GIOTF feat. JP THE WAVY」¥ellow Bucks（2022年）
- 「BEANIE」Skaai（2023年 - ）
- 「まさし」ゴールデンボンバー（2023年 - ）※打席用

### 代表歴
- 第40回日米大学野球選手権大会日本代表
- 第29回夏季ユニバーシアード野球競技日本代表